# Chloromiopteryx thalassina
Chloromiopteryx thalassina är en bönsyrseart som beskrevs av Hermann Burmeister 1838. Chloromiopteryx thalassina ingår i släktet Chloromiopteryx och familjen Thespidae. Inga underarter finns listade i Catalogue of Life.